# Star Classics
Star Classics fue un canal de televisión por suscripción premium latinoamericano de origen estadounidense dedicado a transmitir películas y series de los años 40s, 50s, 60s, 70s, 80s y 90s. Formó parte del paquete de canales Star Premium.

## Historia
Star Classics comenzó a emitir el 1 de agosto de 2004 como Cinecanal Classics. El canal fue renombrado como Citystars el 1 de noviembre de 2009; el 1 de febrero de 2012 como MovieCity Classics y el 3 de noviembre de 2014 como Fox Classics, tras ser adquirido por Fox International Channels a LAPTV, en toda Latinoamérica. 
El 11 de marzo de 2017 tomó el nombre de Fox Premium Classics. 
Luego de la adquisición de 21st Century Fox por parte de Disney en 2019, y con tal de evitar relacionarla con la actual Fox Corporation, el 27 de noviembre de 2020 Disney anunció que los canales de Fox serían renombrados bajo el nombre Star, cuestión que se concretó el 22 de febrero de 2021. Así, Fox Premium Classics fue renombrado como Star Classics.
En la madrugada del 1 de febrero de 2022, Star Classics finalizó sus emisiones, junto con el resto de canales del grupo.

## Programación
Presentaba películas que conectaban a su público con las estrellas que han hecho historia e influenciado la cultura moderna por generaciones. Su librería de contenidos se extendía desde la década de los años 30 hasta la década de los años 2000. Poseía solo 1 señal.